# Dème de Zagóri-Oriental
Le dème de Zagóri-Oriental, en grec moderne : Δήμος Ανατολικού Ζαγορίου / Dímos Anatolikoú Zagoríou, est un ancien dème du district régional d'Ioánnina, en Épire, Grèce. Depuis 2010, il est fusionné au sein du dème de Zagóri.
Selon le recensement de 2011, la population du dème compte 1 469 habitants.